# 朱守仁
朱守仁（？—1404年），字元夫，直隶徐州人，明朝初期政治人物。
元末时期，朱守仁护卫舒城。明朝部队攻下廬州后，归降，担任工部侍郎。洪武四年，担任工部尚书，之后奉命视察山东官吏。后改为北平行省參政。洪武十年，担任四川布政使，有政绩。后因年迈辞职。因连坐论刑，被特赦。洪武十五年，担任威楚、開南等路宣撫司為楚雄府知府，任上安居乐业，整理徭役，建造学校等，卓有成就。洪武二十八年入朝，当地郡县百姓垂泪送别。之后拜为太僕卿。永乐年间，在中央任职，后因病去世。